# Kino unter Sternen

Logo des Kinos unter Sternen

Kino unter Sternen, 2008 zum letzten Mal im Augarten

Kino unter Sternen war ein von 1996 bis 2018 (mit Ausnahme von 2008 und 2017) jährlich in den Sommermonaten veranstaltetes Open-Air-Kino in Wien. Bis 2007 fand es im Augarten statt, ab 2009 auf dem Karlsplatz. Veranstalter war After Image Productions – Verein zur Förderung von Freiluftkinos und Kulturveranstaltungen. Nach einer Pause 2017 fand die Veranstaltung 2018 wieder statt. Im Juli 2018 kündigte Kuratorin Judith Wieser-Huber an, das Festival aus finanziellen Gründen nicht mehr weiterzuführen. 2019 findet das vom CineCollective veranstaltete Filmfestival Kaleidoskop am Karlsplatz statt.

## Geschichte
Kino unter Sternen begann 1996 im Rahmen der hundertjährigen Jubiläumsfeier für das Kino als erstes Open-Air Kino Wiens im Barockpark Augarten. An diesem Standort verfügte das Kino über eine 200 m² große Leinwand und rund 900 Sitzplätze. Die Zuschauerränge befanden sich auf einer Tribüne. In einer „Gastronomie-Allee“ wurde internationale Küche angeboten. Jährliche Filmspecials widmeten sich unter anderem den Themen Hammer-Filmen, Ray Harryhausen, Dress Code, Mad Brains, Subversive Delight und Attack. Das Programm bot eine Mischung aus öffentlich schwer zugänglichen Klassikern, Premieren und populären Filmen der Filmgeschichte in Originalfassung mit Untertiteln.
1997 und 1998 fand das Festival in Kooperation mit dem internationalen Wiener Filmfestival Viennale statt. 2001 gab es eine Zusammenarbeit mit SYNEMA, Gesellschaft für Film und Medien, bei der das Filmprogramm durch eine sonntägliche Vortragsreihe mit dem Titel „déjà W I E N“ ergänzt wurde.
2002 widmete sich das Special „Amok“ Globalisierung und Gewalt. Im Rahmen eines Picknicks referierten u. a. Franzobel und Paulus Hochgatterer. 2003 wurde mit dem Österreichischen Filmmuseum unter dem Titel „Zweigroschenzauber“ kooperiert.
2004 begrüßte das Kino unter Sternen im Zuge des gleichnamigen Filmspecials Ray Harryhausen als Gast und Präsentator seiner Filme. Eine Auswahl der Arbeiten, bei denen Harryhausen die Spezialeffekte kreiert hatte, wurde gezeigt: „The Beast From 20.000 Fathoms“ (1953), „It Came From Beneath the Sea“ (1955), „Earth vs. the Flying Saucers“ (1956), „The 7th Voyage of Sinbad“ (1958) und „Jason and the Argonauts“ (1963).
2006 feierte Kino unter Sternen sein 10-jähriges Bestehen an leicht geändertem Schauplatz, weil der bisherige Standort vom teils baufälligen Flakturm im Augarten gefährdet war. In diesem Jahr zählte es insgesamt bereits rund 25.000 Besucher.
2008 fand die Veranstaltung wegen der zeitgleich in Österreich stattfindenden Fußball-Europameisterschaft 2008 nicht statt. 
2009 wurden Veranstaltungsort und -konzept erneuert. Das Festival findet seither bei freiem Eintritt am zentral gelegenen Wiener Karlsplatz statt, wo die Zahl der Sitzplätze auf 200 beschränkt ist. Der Programmschwerpunkt liegt bei österreichischen Filmen mit englischen Untertiteln. Im Rahmenprogramm finden Vorträge von und Gespräche mit Filmemachern, Schauspielern, Kulturwissenschaftlern und Filmkritikern, Lesungen oder Konzerte statt.
2017 wurde das Festival im März abgesagt. Kuratorin Judith Wieser-Huber begründete dies mit der seitens der Stadt Wien im Herbst 2016 geänderten Festival-Förderung. Demnach wäre die Verständigung über die Höhe der Subvention erst Ende April 2017 erfolgt. 2018 soll das Festival wieder stattfinden. Das Kino unter Sternen wurde von der Stadt Wien jährlich mit 100.000 Euro gefördert. Im Juli 2018 kündigte Kuratorin Judith Wieser-Huber an, das Festival aus finanziellen Gründen nicht mehr weiterzuführen.